# Bowling Green (Kentucky)
Bowling Green es una ciudad ubicada en el condado de Warren en el estado estadounidense de Kentucky. En el Censo de 2020 tenía una población de 72 294 habitantes y una densidad poblacional de 690.54 personas por km².

## Geografía
Bowling Green se encuentra ubicada en las coordenadas 36°58′54″N 86°26′40″O / 36.98167, -86.44444. Según la Oficina del Censo de los Estados Unidos, Bowling Green tiene una superficie total de 92.2 km², de la cual 91.69 km² corresponden a tierra firme y (0.56%) 0.52 km² es agua.

## Demografía
Según el censo de 2010, había 58067 personas residiendo en Bowling Green. La densidad de población era de 1013,52 hab./km². De los 58067 habitantes, Bowling Green estaba compuesto por el 75.8% blancos, el 13.9% eran afroamericanos, el 0.27% eran amerindios, el 4.16% eran asiáticos, el 0.18% eran isleños del Pacífico, el 3.02% eran de otras razas y el 2.67% pertenecían a dos o más razas. Del total de la población el 6.46% eran hispanos o latinos de cualquier raza.

## Personajes célebres
- Bill Pope (n. 1952), director de cine.
- Cage the Elephant, banda de rock.